# Ерусалим (Костромская область)
Ерусали́м — деревня в Вохомском районе Костромской области России. Входит в состав Лапшинского сельского поселения.

## География
Деревня находится в северо-восточной части Костромской области, в подзоне южной тайги, на правом берегу реки Малый Паговец, при автодороге 34К-74, на расстоянии приблизительно 11 км (по прямой) к северо-востоку от посёлка Вохмы, административного центра района. Абсолютная высота — 162 м над уровнем моря.

### Климат
Климат характеризуется как умеренно континентальный, с продолжительной холодной зимой и коротким умеренно тёплым летом. Средняя температура воздуха самого холодного месяца (января) — −13,7 °C (абсолютный минимум — −41,5 °C); самого тёплого месяца (июля) — 17,4 °C (абсолютный максимум — 32 °С). Годовое количество атмосферных осадков — 550—650 мм, из которых большая часть выпадает в тёплый период. Снежный покров устанавливается в середине ноября и держится до середины апреля. Господствующими ветрами являются южный и юго-западный.

### Часовой пояс
Деревня Ерусалим, как и вся Костромская область, находится в часовой зоне МСК (московское время). Смещение применяемого времени относительно UTC составляет +3:00.

## Население
| 2008 | 2010 | 2014 |
| ---- | ---- | ---- |
| 43   | ↗57  | ↘37  |

### Национальный состав
Согласно результатам переписи 2002 года, в национальной структуре населения русские составляли 94 % из 56 чел.